# أرماند أبل
أرماند أبل (1903 - 1973 م) هو مستشرق بلجيكي.
عني خصوصاً بالمجادلات بين المسلمين والنصارى، وعني أيضا بدراسة ذي القرنين ، وكتب في ذلك: «قصة الإسكندر، أسطورته في العصور الوسطى» Le Roman d'Alexandre, lègendaire mèdièval ، بروكسل سنة 1955 م.